# Sheridan Grosvenor
Sheridan Grosvenor (sinh ngày 27 tháng 7 năm 1978) là một cầu thủ bóng đá người Barbados thi đấu ở vị trí hậu vệ. Anh thi đấu tại Vòng loại giải vô địch bóng đá thế giới 2014.